# Edgar Fahs Smith

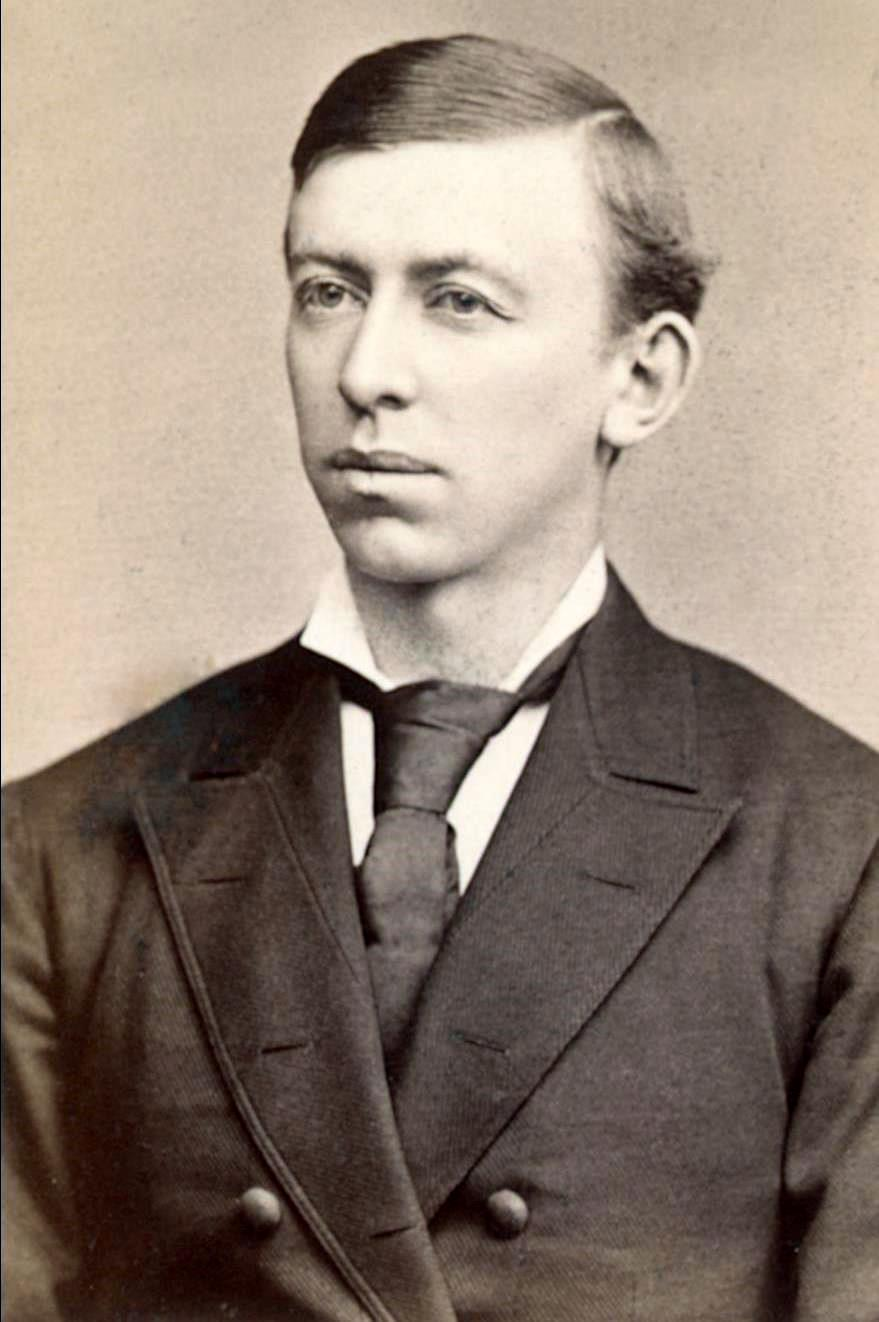
Edgar Fahs Smith (1878)

Edgar Fahs Smith (* 23. Mai 1854 in York, Pennsylvania; † 3. Mai 1928 in Philadelphia, Pennsylvania) war ein US-amerikanischer Chemiker und Chemiehistoriker.

## Leben
Edgar Smith ging auf die York County Academy und studierte ab 1872 am Gettysburg College (damals Pennsylvania College) vor allem Chemie und Mineralogie. 1874 erhielt er seinen Bachelor-Abschluss und studierte anschließend an der Universität Göttingen, an der er 1876 bei Friedrich Wöhler promoviert wurde. 1876 heiratete er Margie Alice Gruel und wurde Associate Professor in analytischer Chemie an der University of Pennsylvania. 1888 wurde er dort Professor und 1892 Leiter der Chemie-Fakultät und Inhaber des Chemie-Lehrstuhls als Nachfolger seines Lehrers Samuel Philip Sadtler (1847–1923). Außerdem leitete er das 1894 gegründete John Harrison Laboratory. Von 1899 bis 1911 war er Vize-Provost der Universität und 1911 bis zu seiner Emeritierung 1920 Provost.
Er befasste sich mit Elektrochemie, Bestimmung von Atomgewichten und seltenen Erden und mit Chemiegeschichte. In seinen Vorlesungen betonte er den kulturellen und geschichtlichen Hintergrund der Chemie, über rein technische Aspekte hinaus, und hielt als einer der Ersten in den USA in den 1890er Jahren Vorlesungen über Chemiegeschichte. 
Seine umfangreiche Sammlung zur Chemiegeschichte vermachte seine Witwe der University of Pennsylvania (Smith Memorial Collection), wo seine ehemalige Sekretärin Eva Armstrong die erste Kuratorin war. Bei seinem Tod umfasste sie rund 13.000 Objekte (darunter 3000 Bücher, 600 Handschriften, Erinnerungsstücke und Porträts). Später wurde sie noch wesentlich vermehrt und umfasst heute rund 15.000 Bücher und Handschriften. Darunter ist zum Beispiel eine Ausgabe des Theatrum Chemicum Britannicum aus der Bibliothek von Isaac Newton mit dessen Kommentaren und Handschriften und Bücher von Joseph Priestley und Robert Boyle. 2000 wurde die Sammlung National Historic Chemical Landmark.
Er war Mitgründer der History of Chemistry Division der American Chemical Society. 1926 erhielt er die Priestley-Medaille. 1899 wurde er Fellow der National Academy of Sciences. Von 1902 bis 1908 war er Präsident der American Philosophical Society; außerdem war er dreimal Präsident der American Chemical Society.

## Schriften
- Electro-Chemical Analysis, 1890, 1894, 1902, 1918
- Chemistry of the Carbon Compounds, 2 Bände, 3. Auflage 1900
- mit H. F. Keller: Experiments Arranged for Students in General Chemistry, 3. Auflage 1900
- Theories of Chemistry, 1913
- Chemistry in America, 1914
- Atomic Weights, 1915
- The Life of Robert Hare, 1917
- James Woodhouse, a pioneer in chemistry, 1770–1809, 1918, Archive
- Chemistry in Old Philadelphia, 1918
- James Cutbush, 1919
- Priestley in America, 1920

Er übersetzte das Lehrbuch der anorganischen Chemie von Victor von Richter.